# Shahrestān di Mehran
Lo shahrestān di Mehran (farsi شهرستان مهران) è uno dei 9 shahrestān della provincia di Ilam, il capoluogo è Mehran. Lo shahrestān è suddiviso in 2 circoscrizioni (bakhsh): 
- Centrale (بخش مرکزی)
- Salehabad (بخش صالح‌آباد), con la città di Salehabad.